# Behind the Music
Behind the Music är ett musikalbum av den svenska rockgruppen The Soundtrack of Our Lives. Det utkom 2001.

## Låtlista
1. "Infra Riot" - 4:46
2. "Sister Surround" - 3:36
3. "In Someone Elses Mind" - 2:45
4. "Mind the Gap" - 4:21
5. "Broken Imaginary Time" - 5:15
6. "21st Century Rip Off" - 3:57
7. "Tonight" - 3:42
8. "Keep the Line Movin'" - 2:48
9. "Nevermore" - 3:22
10. "Independent Luxury" - 3:59
11. "Ten Years Ahead" - 2:51
12. "Still Aging" - 3:53
13. "In Your Veins" - 4:22
14. "The Flood" - 2:48
15. "Into the Next Sun" - 5:07